# Özlem Türeci
Özlem Türeci [œzˈlæm ˈtyɾɛdʒɪ]  (Siegen, 1967. március 6. –)  német orvos, tudományos kutató és vállalkozó.

## Kezdeti évek
Özlem Türeci egy sebész lánya, aki Isztambulból vándorolt ki Németországba, és a Cloppenburg megyei Lastrupban lévő katolikus Szent Erzsébet apátsági kórházban dolgozott.
Négy éves koráig isztambuli nagyszüleinél nevelkedett, majd négyéves korától szüleinél Lastrupban.

## Tanulmányok
Türeci a Bad Driburg-i városi gimnáziumba és a Bad Harzburg-i Werner-von-Siemens gimnáziumba járt.
Felsőfokú tanulmányait a homburgi Humanmedizin an der Universität des Saarlandes egyetemen kezdte meg, ahol humángyógyászatot tanult. 1992-ben a Medizinischen Fakultät des Saarlandes karon doktorált, majd a Deutschen Forschungsgemeinschaft Heisenberg-ösztöndíjasa volt. Kutatásainak középpontjában a tumorspecifikus molekulák azonosítása és jellemzése, valamint a rák elleni immunterápiák fejlesztése állt.
Türeci a Humanmedizin an der Universität des Saarlandes egyetemi kórházban dolgozott Homburgban, utolsó évét végezte, amikor megismerkedett későbbi férjével, Uğur Şahinnal.
Türeci ugyanebben az évben szerezte meg doktorátusát a mainzi Johannes Gutenberg egyetemen molekuláris orvostudomány témakörben.

## Életút
2001-ben Özlem Türeci és leendő házastársa megalapította a Ganymed Pharmaceuticals AG-t, egy rákellenes antitesteket kutató vállalatot. 2016-ban a japán Astellas Pharma Inc. felvásárolta a vállalatot.
2008-ban a Şahin házaspár megalapította a BioNTech gyógyszerfejlesztő céget Mainzban, amelynek azóta Uğur Şahin a vezetője.
Férjével Türeci volt az aki a Karikó Katalin által kifejlesztett mRNS-alapú technológiát alapul véve megalkotta a Pfizer-BioNTech-Covid19-vakcinát. Felfedezésükért férjével számos díjat nyertek el, Karikó Katalin mellett társdíjazottként is, melyekből számos megtalálható Karikó Katalin díjainak és kitüntetéseinek listáján.
2019-ben a vállalatukat bevezették az amerikai NASDAQ-ra. A cég részvényeinek értéke később, mire a vakcina piacra került, az egy évvel azelőttihez képest megháromszorozódott. 2021 januárjára éves szinten 35 dollárról 110 dollárra emelkedett BioNTech értékpapírjainak árfolyama, mely 2023 elején 140 dollár volt, tehát a papírok bevezetése óta megnégyszereződött az részvényérték.
A BioNTech 2020 tavasza óta a házaspár vezetésével kutatja a mRNS-technológián alapuló Covid19-vakcina tökéletesítésének lehetőségeit.

## Közéleti tevékenység
Özlem Türeci a Rajna-vidék-Pfalz tartomány SPD parlamenti frakciójának javaslatára a szövetségi gyűlés szavazati joggal rendelkező tagja volt a 2022-es szövetségi elnökválasztáson.
Türeci 2022 márciusa óta a tartomány fővárosának, Mainznak a díszpolgára.

## Család
2002-ben ment férjhez Uğur Şahinhoz, a házaspárnak egy lánya van, Mainzban élnek.